# فرناندو مارتينيز ألدانا
فرناندو مارتينيز ألدانا (بالإسبانية: Fernando Martínez Aldana)‏ هو لاعب كرة قدم مكسيكي، ولد في 14 يونيو 1977.